# Antonín Oktábec
Antonín Oktábec (29. září 1905 Stará Huť – 26. leden 1943 Mauthausen) byl představitelem Sokola a členem domácího odboje v období druhé světové války.

## Život
Narodil se do rodiny kováře Jana Oktábce a jeho manželky Anny, roz. Třesohlavé. Rodina pocházela z Obecnice, do Staré Hutě přišli za prací. Antonín se vyučil v železárnách ve Staré Huti, působil v Sokole Dobříš, kde vedl žáky a dorost. V roce 1923 odešel do Prahy, kde pracoval jako elektrikář a opravář autobusů v Rustonce v Libni, působil v Sokole v Karlíně. S manželkou Vlastou bydleli v Milevské (dnes Sovově) ulici v Karlíně, č.p. 503/3.
Po okupaci byl členem sokolské odbojové skupiny Říjen. Organizoval finanční sbírku pro rodiny zatčených členů Sokola. Poskytl úkryt Janu Kubišovi, obstaral tramvajáckou uniformu, ve které MUDr. Břetislav Lyčka zraněného Kubiše ošetřil. 19. června, den poté, co vlastní rukou ukončili parašutisté svůj život v kryptě kostela v Resslově ulici, se manželům Oktábcovým narodil syn Jan.
Antonín Oktábec byl zatčen 14. července 1942, manželka Vlasta 31. srpna 1942. Oba byli vězněni v pankrácké věznici, v Terezíně a v Mauthausenu. Antonín Oktábec byl popraven 26. ledna 1943 v Mauthausenu, manželka Vlasta byla usmrcena tamtéž již 24. října 1942

### Syn Jan Oktábec
Syn Jan měl po otci blond vlasy a modré oči, byl tedy určen pro převýchovu do Německa. Příbuzným se prostřednictvím českého personálu podařilo Jana udržet až do konce války v Praze. V roce 1945 byl v útulku v Krči a mluvil jen německy. Jeho výchova byla svěřena rodině jeho strýce Josefa Oktábce, Antonínova bratra (narozen 23. února 1903). Jan se vyučil elektromechanikem a místem jeho vojenské služby se stal slovenský Pezinok. Na Slovensku se také oženil. Po rozvodu žil sám v bytě v Bratislavě, spáchal sebevraždu 27. června 1987, poté, co mu jeho bývalá manželka zničila vzpomínku na rodiče, panenku, kterou mu jeho matka vyrobila v Terezíně. Strýc Josef zemřel o devět měsíců později.

## Připomínka
- Jeho jméno a jméno manželky (Oktábcová Vlasta roz. Černá *20. 3. 1913, Oktábec Antonín *29. 9. 1904) je uvedeno na pomníku spolupracovníků parašutistů a jejich rodinných příslušníků, kteří byli popraveni v německém koncentračním táboře Mauthausenu. V lednu 2011 byl slavnostně odhalen na terase kostela sv. Cyrila a Metoděje v Resslově ulici.[3]
- Na domě v ulici Sovova 503/3, 186 00 Praha 8 - Karlín, kde Antonín Oktábec s manželkou bydlel, byla umístěna pamětní deska.[4][5]
- V pražských Vysočanech vznikla při příležitosti výstavby nové čtvrti Emila Kolbena ulice s názvem Oktábcových.[6]
- Na hřbitově v Nebuželích je na hrobu rodiny jeho manželky Vlasty Oktabcové nápis: "TICHOU VZPOMÍNKU VLASTIČCE A TONÍKOVI TRAG. ZAH. MAUTHAUSENU".[7]
- Na pomníku obětem druhé světové války v parku na Mírovém náměstí v Dobříši je uvedeno jeho jméno a jméno manželky Vlasty.[8]

## Galerie

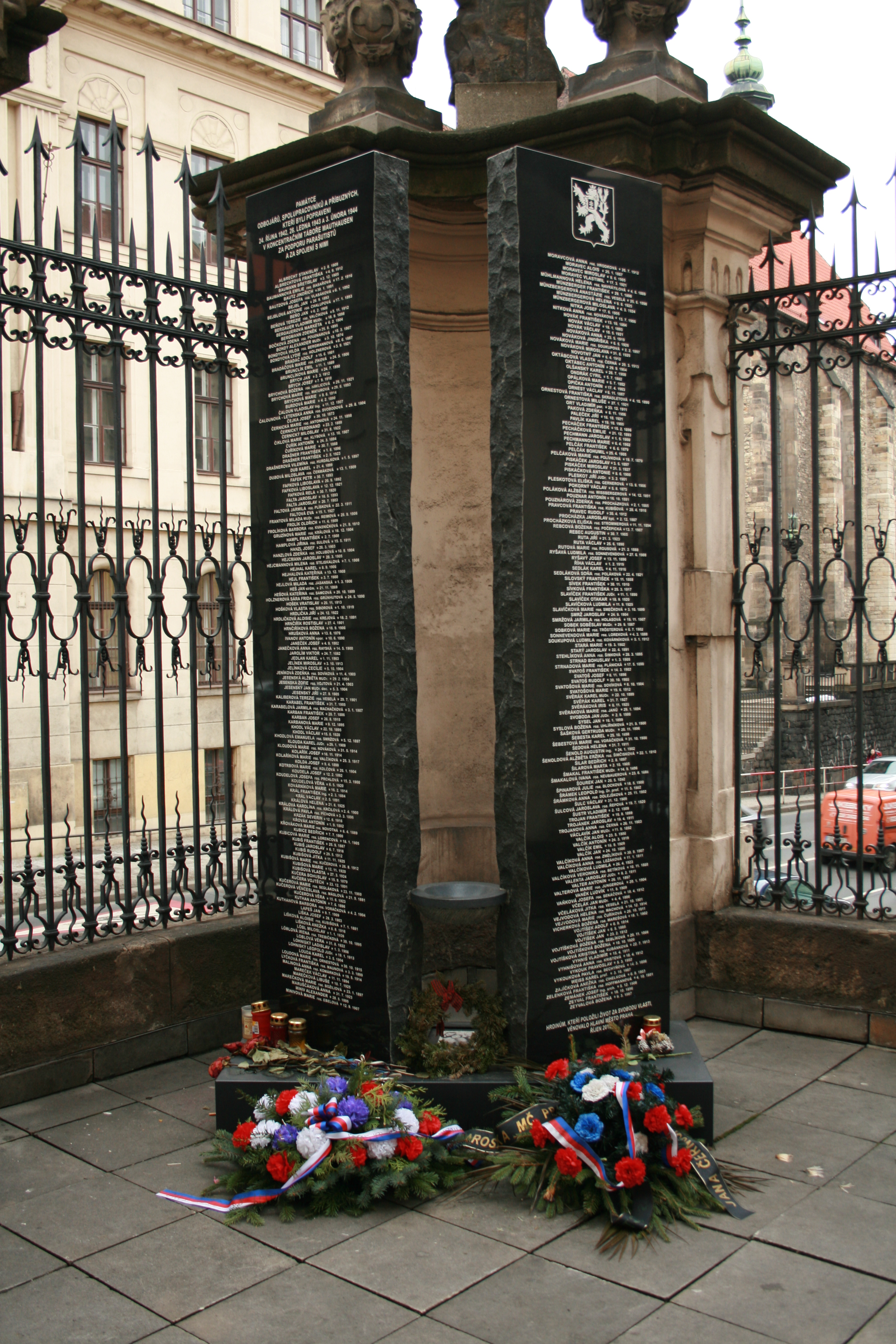
Pomník spolupracovníků parašutistů a jejich rodinných příslušníků na terase kostela sv. Cyrila a Metoděje v Resslově ulici v Praze
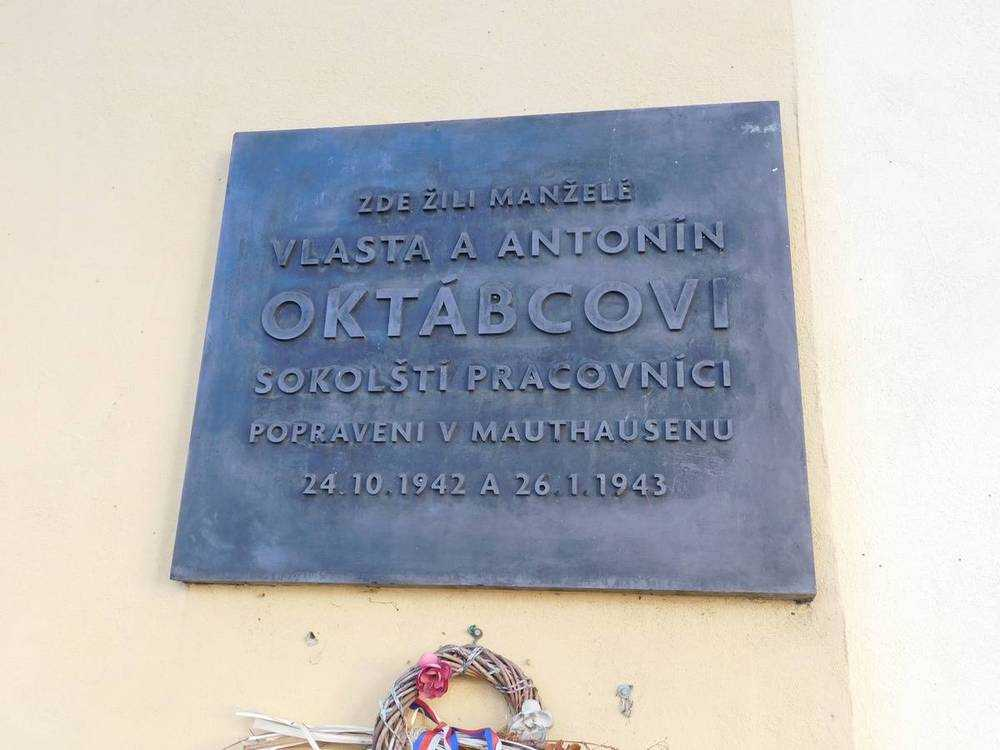
Pamětní deska manželů Oktábcových v Sovově ulici v Praze Karlíně
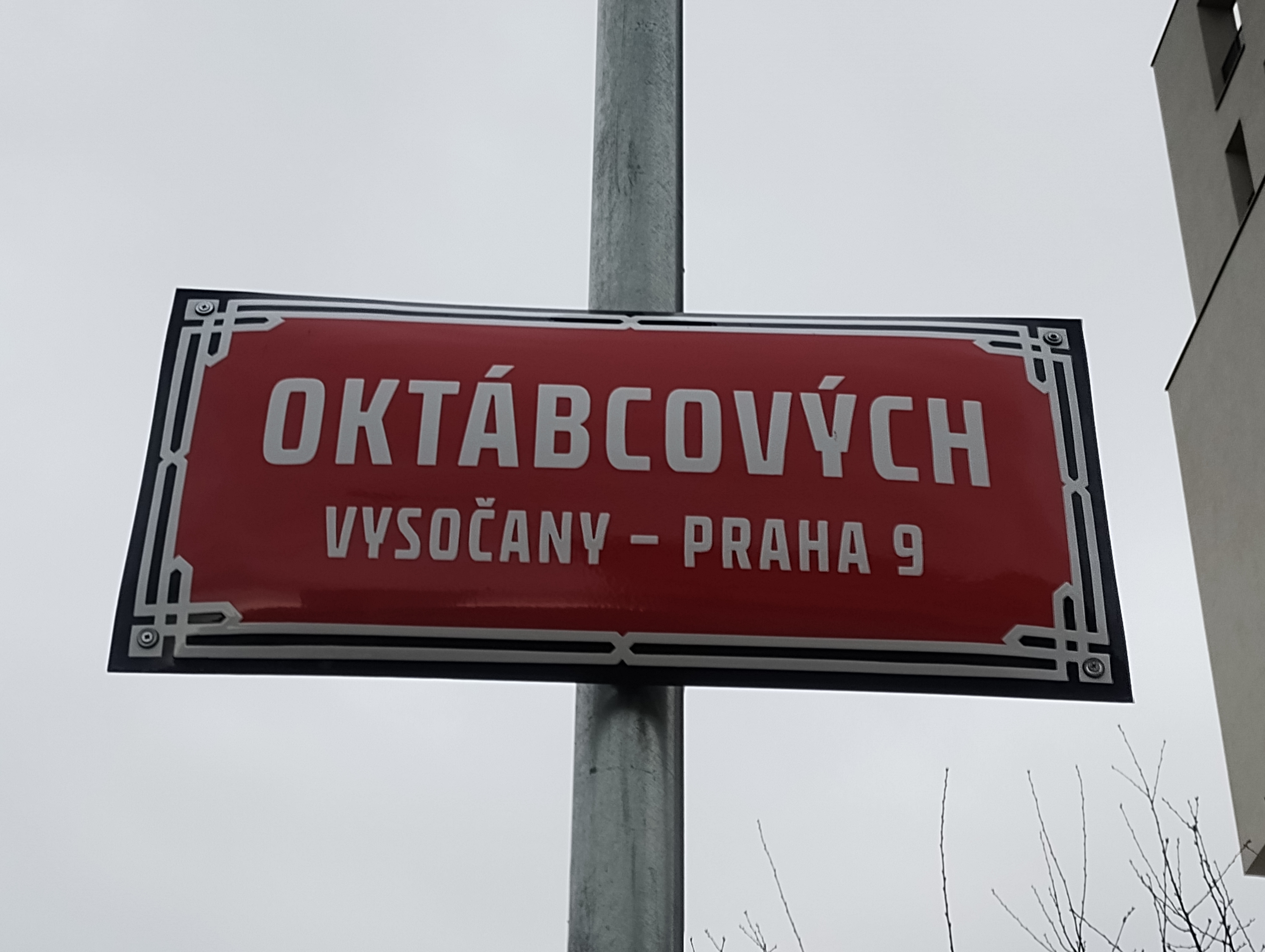
Ulice Oktábcových v pražských Vysočanech
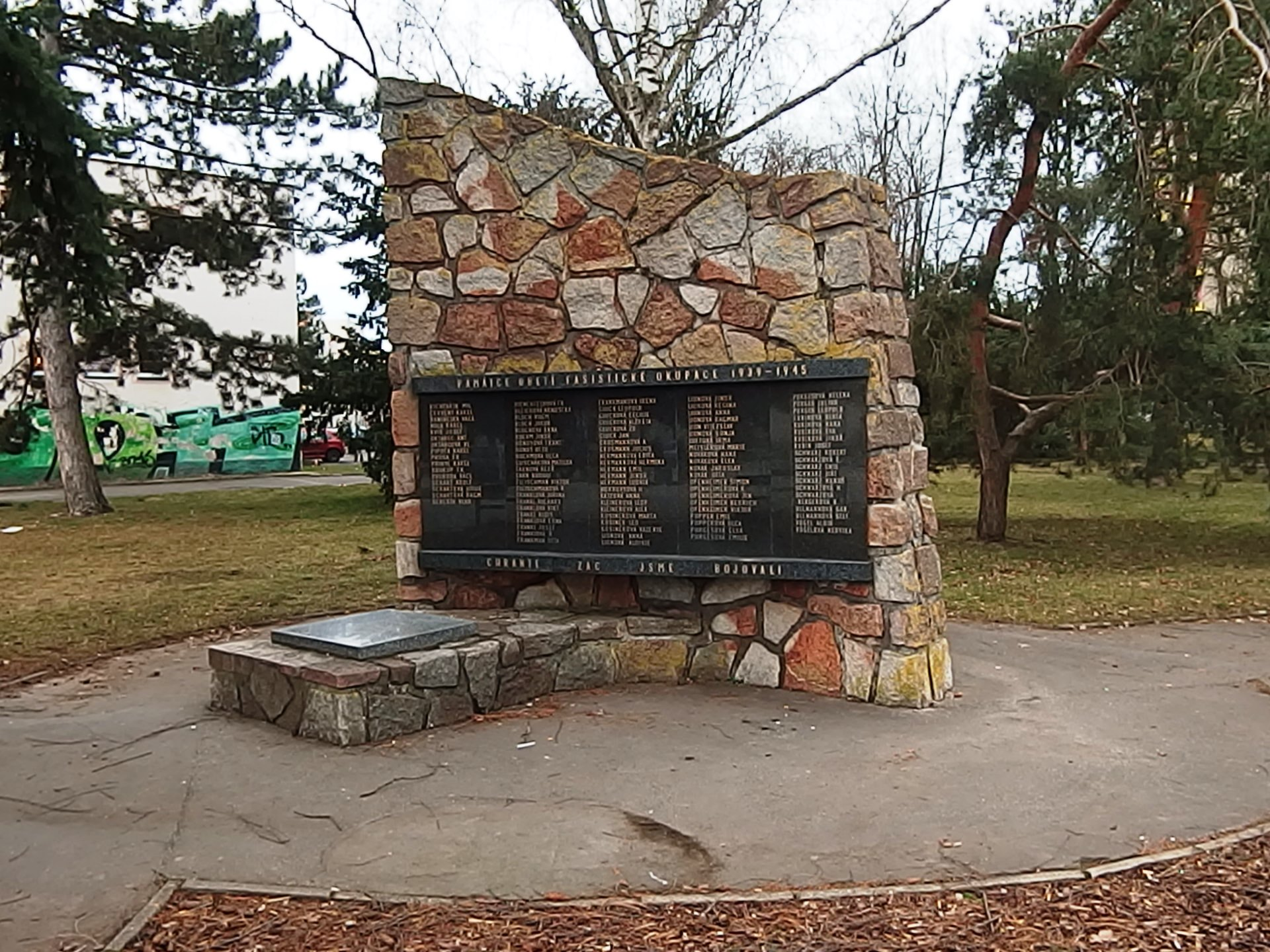
Pomník obětem druhé světové války v Dobříši